# Aeroporto Internacional de Jackson-Medgar Wiley Evers
O Aeroporto Internacional de Jackson-Medgar Wiley Evers (IATA: JAN, ICAO: KJAN) é um aeroporto internacional localizado na cidade de Jackson capital do estado do Mississippi, nos Estados Unidos, sendo o principal aeroporto do estado. Ganhou este nome em homenagem a Medgar Evers, ativista dos direitos civis e ex-secretário de campo do Mississippi.